# Yalama
Yalama är en ort i Azerbajdzjan.   Den ligger i distriktet Xaçmaz Rayonu, i den nordöstra delen av landet, 190 km nordväst om huvudstaden Baku. Yalama ligger 59 meter över havet och antalet invånare är 4 762.
Terrängen runt Yalama är lite kuperad. Närmaste större samhälle är Xudat, 16,6 km sydost om Yalama.
I omgivningarna runt Yalama växer i huvudsak lövfällande lövskog. Runt Yalama är det ganska tätbefolkat, med 129 invånare per kvadratkilometer.